# Lorenzo Valla
Lorenzo Valla (latinul: Laurentius Vallensis), (Róma, 1405/1407 körül – Róma, 1457. augusztus 1.) itáliai humanista, irodalmár, filológus. Műveiben szembeszállt a hagyományok uralmával: cáfolta a Donatio Constantini nevű adománylevél hitelességét; kritizálta Aquinói Szent Tamás filozófiáját; igyekezett összeegyeztetni a kereszténységet és az evilági boldogságkeresést; nevetségessé tette a szerzetesrendeket. Nagy szerepet játszott az újfajta műveltségeszmény, az eredeti ókori művek minél pontosabb megismerésének, és a klasszikus latinság valamint az ógörög nyelv használatának propagálásában.

## Élete

### Korai évei
Valla családja Piacenzából származott, apja jogász volt a pápai udvarban. Lorenzo 24 éves koráig nagyrészt Rómában élt és tanult, majd mivel nem kapott a pápai széknél állást, ezért 1430-ban Észak-Itáliába utazott, ahol 5 évig tartózkodott. A paviai egyetemen retorikát tanított. Itt jelentette meg A gyönyörről (De Voluptate) című írását, melyben magasztalja Epikuroszt és támadja a sztoicizmust. Ugyancsak Paviában kikelt a 14. századi kommentátor, Bartolus általa barbárnak tartott latinsága ellen – ami miatt hamarosan, 1433-ban távoznia kellett az egyetemről. Ezt követően Milánóban, majd Genovában élt.

### V. Alfonz udvarában
1435-ben V. Aragóniai Alfonz nápolyi király udvarában lett titkár és udvari történetíró 1448-ig. Alfonz volt az első hispániai király, aki ténylegesen ki tudta terjeszteni hatalmát az itáliai félszigetre – emiatt a nápolyi király IV. Jenő pápa ellenfele lett. Alfonz természetesen támogatta Valla szövegkritikai tanulmányait, melyek eredményeképp A hazug adománylevélről (De Falso Credita et Ementita Constantini Donatione Declamatio) című művével Vallának sikerült bebizonyítania, hogy a pápaság Itáliára vonatkozó birtokigényeinek alapját képező Donatio Constantini nevű oklevél hamisítvány.

#### A hazug adománylevélről
Valla ebben a művében filológiai módszerekkel bizonyítja be, hogy az adománylevél hamisítvány. Összeveti a Constantinus korából származó rendeletek és más hivatalos dokumentumok nyelvezetét az adománylevél nyelvezetével, és arra a következtetésre jut, hogy az adománylevél olyan kifejezéseket, pl. satrapa tartalmaz, melyek a korban nem fordultak elő hivatalos dokumentumban. Másrészről pedig kiemeli, hogy Constantinus udvari püspöke, Eusebius sem említette, hogy a császár leprás lett volna, és emiatt került volna sor az adományozásra és az udvar Konstantinápolyba költözésére.
Megcáfolja azt a szóbeli úton terjedő középkori legendát, miszerint egy, Róma határában, egy mély barlangban élő sárkány lehelete fertőzte volna meg leprával Rómát, hogy aztán Szilveszter pápa kigyógyíthassa belőle Constantinust. Azzal érvel, hogy a rómaiak akkor hatalmuk teljében voltak, emiatt képesek lettek volna legyőzni bármilyen sárkányt – mivel az ókori történetíróik szerint korábbi történelmük során már számtalan szörnyet legyőztek – ráadásul Dániel próféta könyvében felismerte a bibliai előképeit a történetnek. Valla nem rejti véka alá politikai nézeteit sem:
“Ezért kijelentem és kikiáltom, mert én Istenben bízva nem félek embertől, hogy amióta élek, a pápai székben nem ült sem hűséges, sem bölcs helytartó.” Valla megvádolja a pápaságot, hogy világi célokat követ, a konstantini adományban foglalt birtokok visszaszerzésére törekedve “gazul dönti a pénzt, lovas és gyalogos csapatokat tart fenn, akik miatt mindenki rettegésben él, míg Krisztus éhen vesz és meztelenül elpusztul a sok ezer szegény képében”.
Valla ebben az összefüggésben kifejti, hogy mélységesen elítéli a háborút, mivel az ember ilyenkor még a vadállatnál is alantasabb lesz, mivel a vad legalább nem a saját fajtáját öli meg. Más népeket leigázni ellene mond szerinte a természeti törvényeknek amiatt is, mivel számos esetben a rossz politikusok közötti konfliktus okozza a háborúkat, melyben ártatlanok szenvedik el azokat a szenvedéseket, melyeket a háborús vezetők érdemelnének.
A mű nincs lefordítva jelenleg magyarra, szemelvények azonban olvashatók belőle.

#### A szerzetesi hivatásról
A szerzetesi hivatásról (De professione religiosorum) című művében kikelt az aszkézis ellen. A dialógusban egy szerzetessel vitatkozik és szembeszáll annak azon nézetével, hogy a szerzetesség magasabb rendű vallásosságot képvisel a szerzetesek önként vállalt engedelmessége miatt.
Valla ezzel szemben azt állítja, hogy az igazi keresztényi hit a tevékeny szeretet, mely minden keresztényre jellemző lehet, ezért a szerzetesi fogadalmaknak (engedelmesség, szegénység, önmegtartóztatás) számára nincs jelentősége a hit igazságát, mélységét illetően.
Vajon előtte már nem tettél-e ígéretet Istennek, mikor a keresztségben részesültél, hogy tisztességesen és szentül fogsz élni minden parancsának engedelmeskedve? Mire jó akkor ez a második ígéreted? Miért teszel ünnepélyesen ígéretet az embereknek, mikor már megtetted azt Istennek?
Továbbmenve Valla hozzáfűzi, hogy a szerzetes vita partnere által hangoztatott külön engedelmességi fogadalom tulajdonképpen a szerzetesek hitének gyengeségét is jelentheti, mivel az igazi keresztény önmagának parancsol engedelmességet, szabad akaratából követi a krisztusi tanítás parancsait, míg a szerzetes egy világi tekintélynek, a regulának, és a szerzetesi elöljáróknak a nyomására engedelmeskedik:
ügyeljetek rá, nehogy az a gyanú merüljön fel, hogy ti inkább tűréssel, mintsem szabadon szolgáljátok Istent.
Ezt követően cáfolja a másik két szerzetesi fogadalomban foglaltak érvényét is. Hogyan lehet például szegénységnek nevezni azt az állapotot, mikor a szerzetesek nem szenvednek hiányt semmiben – hiszen maga a szerzetesrend eltartja a szerzeteseit?
mondjátok szegénységnek azt az életet, ahogy éltek; ti, akiknek semmitek sem hiányzik, sem étel, sem ruházat, sem tető a fejetek fölött, még a bor sem, és mindezek munka nélkül; ezek a dolgok sokkal könnyebbé teszik a szegénységet; habár ahogy Horatius mondja, nem szegény az, aki nem szenved hiányt semmiben. ... Az egyháznak is vannak tehát kincsei, és nem azoknak birtoklását vagy használatát szokták elítélni, hanem a javakhoz való túlzott ragaszkodást és az azzal való visszaélést. Amit az egyházról mondtunk, ugyanazt kell mondani a magánvagyonról is és az egyes emberekről, leginkább az adott személy jelleme szerint. Nem vagyok köteles mindent szétosztani, azért, hogy ne hiányozzon nekem az, ami az élethez szükséges, az élethez - mondom- nem pedig a gyönyörökhöz és a kedvtelésekhez.... Mert ha szüleim öregek és betegek lesznek, és vagyonomat a szűkölködőknek osztottam szét, vajon miből fogok gondoskodni a nyomorult öregek kiadásairól és költségeiről? Ugyanez a helyzet a feleséggel és a gyerekekkel is.
Ami az önmegtartóztatást illeti, felidézi, hogy "Tisztességes minden tekintetben a házasság – ahogy Pál mondja – és a szeplőtelen házaságy."
Ráadásul Valla szerint a főpapok szajhákat tartanak – nem egyszerűbb lenne engedni a házassági köteléket? Végül – bár nem nevesítve – kritizálja Lactantius felfogását, aki szerint Isten haragudhat és ez azért jó, mert az emberek félelemből fogják követni Isten tanításait. Valla viszont magasabb rendűnek tartja, ha valaki a saját szabad elhatározásából követi a parancsokat:
te az istenfélelem miatt, én pedig Isten szeretete miatt: a tökéletes szeretet elűzi a félelmet. Ha nem féltél volna, hogy másképp nem tetszhetsz Istennek, sohasem kötelezted volna el magad. Mert mi más indított titeket a fogadalomtételre, vagy mire volt jó ígéretet tennetek, hacsaknem azért, hogy semmilyen ügy se távolítson el titeket a szabad akarat révén Isten tiszteletétől.
Valla nem jut el a szerzetesi hivatás megsemmisítéséig, ugyanis műve végén kijelenti, hogy “a szerzeteseknek sokkal tartozik az egész földkerekség, és még többel is tartozna, ha jobbak lennének, olyanok, amilyenek, kezdetben is voltak.”

#### A szabad akaratról
Írt egy rövid dialógust A szabad akaratról (De libero arbitrio), melyben támadta Boethius Vigasztalásainak V. könyvét, mivel az Valla szerint hibásan akarta összeegyeztetni az ember szabad akaratának gondolatát Isten mindenhatóságával.
Valla a szabad akarat problémáját Garzia leridai püspökhöz írt levelében járja körül. Maga a levél egy párbeszédet idéz föl, mely Valla és egy Antonio Glarea nevű igen művelt és okos ember között folyt. Valla azt igyekszik beláttatni Glareával, hogy attól, hogy Isten mindent lát előre, az ember attól még nem, és neki ez a nemtudás megadja a lehetőséget, hogy – az ő szempontjából legalábbis – szabadon dönthessen.
Még mindig nem látom, hogy miért háramlik szerinted Isten előretudásából a szükség kényszere akaratunkra és tetteinkre.
A mű legérdekesebb részeit nem is annyira a párbeszédben olvashatjuk, hanem Vallának a bevezetőben található, szinte csak odavetett megjegyzéseiben.
Egyfelől ugyanis megelőlegezi Descartes híres maximáját, miszerint “Gondolkodom, tehát vagyok” az alábbi szavakkal:"Hagyjuk az akadémikusokat a maguk meggyőződésével egyetemben, mert noha mindent kétségbe vontak, mégis a kétkedésük ténye nyilván nem volt kétséges; és noha állították, hogy semmit sem tudunk, mégsem hagytak fel a kutatási szándékkal”. Másfelől pedig fontosnak és helyesnek ismeri el a kritikai szellem megjelenését: "Ámbár meglátod, mennyire istenes és minden szempontból helyesnek ítélhető dolog bármely műnek, még a legnagyobb tiszteletben állónak is hadat üzenni, és ezek közül egyikkel sem tartani.”

### Pápai szolgálatban
1448-ban V. Miklós pápa pápai titkárnak nevezte ki, melyet III. Kallixtusz pápa alatt is betöltött. Már Nápolyban is fordított görögből latinra, de V. Miklós kérésére Aiszóposzt, Thuküdidészt és Hérodotoszt is fordított. Rómában Bessarion és Nicolaus Cusanus ösztönzésére írta utolsó jelentősebb művét, a In Novum Testamentum ex diversorum utriusque linguae codicum collatione adnotationes (Kb. Jegyzetek az Újszövetséghez, mindkét nyelven írt különböző kódexekből összegyűjtve) melyben magára a Szentírásra, az Újszövetségre terjesztette ki a filológiai módszereket. A mű miatt ismét támadások érték, mivel támadta a Vulgatát lefordító Szent Jeromos stílusát és fordításának pontosságát. Maga az írás is csak 1505-ben látott nyomtatásban napvilágot. Valla művei, vitastílusa népszerűvé tették őt a protestánsok körében, akik kifejezetten kedvelték a pápaság világi hatalmát megalapozó Donatio Constantini hitelességét megcáfoló De Falso Creditentát, valamint az új Bibliafordításokért kiáltó Adnotationest.
1457-ben felkérték, hogy Aquinói Szent Tamás tiszteletére tartson emlékbeszédet a dominikánusok római Santa Maria sopra Minerva templomában. Valla azonban magasztalás helyett kemény kritikát fogalmazott meg Tamás logikájáról és latinságáról, valamint helytelenítette, hogy Tamás úgy beszélt Arisztotelészről, hogy nem tudott görögül.

## Értékelése
Hírhedt vitázó volt, aki elutasította a tekintélyeket: a történelem méltóságáról vitát folytatott a nápolyi udvar másik humanistájával, Bartolomeo Facioval, melyeken a király is részt vett. Tagadta, hogy az Apostoli hitvallás a 12 apostoltól származott volna – emiatt az Inkvizíció elé is került, mely eretneknek találta őt – csak a király közbenjárására kerülte el a máglyán való megégetést. Az antikvitás örökségét igyekezett az igazi keresztény tanítás megismerésére felhasználni – véleménye szerint a kereszténység nem feltétlenül jelent aszkézist. Az egyénileg megélt hit mellett tette le a voksát, szemben a középkori vallásgyakorlással, mely jórészt rítusok teljesítésével azonosította a vallást. Ezzel a humanisták előkészítették a talajt a reformáció számára. Vallánál a gazdagság nem automatikusan erkölcstelen – a gazdaság az ezt követő századokban nem lesz többé beágyazva az erkölcsbe, nem illeti feltétlenül megvetés és elutasítás.
Valla az isteni múzsákat gáncsolta, ha kellett
      s oly szigorú volt, hogy féltek ezek maguk is.
Amint a bevezetésben mondtuk, a humanisták távolról sem voltak olyan “felszabadultak” és “modernek”, mint a múlt századi felfogás tanította.
Akadtak természetesen közöttük is merész és lázadó szellemek: ilyen volt Lorenzo Valla (1407-1457). Leleplezte az új filológia módszereivel, hogy az ún. Konstantin császár-féle adományozó levél, amelyen a pápaság világi hatalma alapult, hamisítvány; könyvet írt De Voluptate címen a nyers élvezet mindenekfölött való értékéről; mindent és mindenkit gúnyolt és bírált és diadalmasan szemébe nevetett az inkvizíciónak is, amikor előtte állt, és nem történt semmi baja. De ez kivétel. A legtöbb humanista vagy hűséges fia az egyháznak, vagy legalábbis úgy tesz, és csak nagyon óvatosan duhajkodik.
Ma alapítvány viseli Lorenzo Valla nevét, mely a szövegkiadásokra specializálódott kutatásokat és kritikai szövegkiadásokat finanszíroz.

## Egyéb művei
- Dialecticae disputationes
- Elegantiae linguae Latinae – libri sex. Hat könyv a latin nyelv szépségeiről – ezzel vetette meg a humanista latin stilisztika és filológia alapjait
- Confutatio in Morandum – Benedetto Morandi ellen írta, aki felháborodott azon, hogy Valla kritizálta Liviust, hogy nem ismerte jól a római történelmet
- Antidoti in Poggium – Poggio Bracciolini ellen írta, melyben tudatlansággal, barbarizmussal és plágiummal vádolta meg a másik neves humanistát

## Magyarul
- A szabad akaratról; ford. Kardos Tiborné; in: Reneszánsz etikai antológia; vál., szerk. Vajda Mihály, utószó Makkai László, ford. Bajcsa András et al.; Gondolat, Bp., 1984 (Etikai gondolkodók)